# Бузек, Ежи
Е́жи Ка́роль Бу́зек (пол. Jerzy Karol Buzek [ˈjɛʐɨ ˈbuzɛk]; род. 3 июля 1940, Смиловиц, Германия, ныне Смиловице, Чехия) — польский политик, премьер-министр Польши с 1997 по 2001, депутат Европарламента с 2004 по 2024. В 1980-е годы — один из деятелей движения «Солидарность». Активно занимался научной деятельностью, доктор наук, профессор.

## Биография
Ежи Бузек (Jerzy Buzek) родился 3 июля 1940 года в местечке Смиловице (чеш. Smilovice) в Тешинской Силезии. В то время Смиловице было оккупировано войсками нацистской Германии. В период между двумя мировыми войнами родители Бузека занимались активной политической деятельностью, и отец Ежи Бузека вынужден был уйти в подполье, спасаясь от гестапо, а затем какое-то время скрывался в Вене.
После войны из Смиловице, перешедшего Чехословакии, семья Бузека переехала в польский город Хожув, где Ежи начал учиться в средней школе № 24, позже перевелся в школу имени Юлиуша Словацкого и окончил её в 1957 году. Затем Бузек поступил в Силезский технологический университет в г. Гливице, где учился на механико-энергетическом факультете (в российской прессе Бузек впоследствии упоминался как инженер-химик). В 1963 году Бузек получил степень магистра технических наук, а затем, в 1969 году — степень, эквивалентную советскому кандидату технических наук. В 1971—1972 годах (по другим данным — только в 1971 году) он занимался исследованиями по гранту в Кембриджском университете в Великобритании. Вернувшись в Польшу, Бузек в 1979 году получил степень Dr. hab. (doctor habilitatus, высшая научная степень в стране, аналог доктора наук в СССР). До 1985 года он продолжал работать в Силезском технологическом университете.
Отмечалось, что Бузек работал во многих научных учреждениях. С 1963 года — в Институте химических технологий Польской академии наук в г. Гливице, причём с 1982 по 1997 год был в нём научным секретарем, а в 1997 году стал научным руководителем института. С 1972 по 1974 годы Бузек также являлся сотрудником Института исследований удобрений в г. Пулавы, а с 1993 года работал в Опольском технологическом университете.

### Профсоюз «Солидарность»
В сентябре 1980 года Бузек вступил в независимый, оппозиционный коммунистическим властям профсоюз «Солидарность». Представлял в нём один из промышленных регионов Польши — Силезию и был председателем комитета профсоюза в своём институте. В 1981 году Бузек стал руководителем первого Конгресса «Солидарности». После того, как декабре 1981 года Войцех Ярузельский ввел в Польше военное положение, Ежи Бузек вынужден был уйти в подполье, чтобы избежать ареста. Он входил в региональные и общенациональные структуры профсоюза, с 1982 года издавал бюллетень организации под названием «S» и участвовал в разработке стратегии действий «Солидарности». В этот период второе имя политика — Кароль (Karol) — стало использоваться как его псевдоним.
В 1987 году Ежи Бузек перешёл на легальное положение и фактически перестал заниматься политикой, переехав на два года в Германию, где от тяжелой болезни лечилась его дочь. После того, как в начале 1989 года была легализована «Солидарность», Бузек вернулся к активной политической деятельности, и впоследствии руководил четвёртым, пятым и шестым съездами профсоюза.
В 1992—1997 годах Бузек являлся представителем Польши в Международном энергетическом агентстве, в Программе по борьбе с парниковым эффектом. Он стал основателем Консорциума по защите атмосферы в Силезии в 1994 году и продолжал работу в Институте химических технологий. 

### На посту премьер-министра
Перед парламентскими выборами 1997 года Ежи Бузек, возглавляя рабочую группу по экономике, подготовил экономическую программу избирательного блока «Избирательная Акция Солидарность» — одного из преемников легендарного профсоюза. Блок успешно выступил на выборах, где занял первое место, получив 33,8% голосов.
В 1997—2001 годах Бузек был депутатом польского Сейма, и, как лидер блока, получившего наибольшее число мест в парламенте, решением президента Александра Квасьневского был назначен премьер-министром Польши. В новой должности Бузек провёл четыре основных реформы: местного самоуправления, здравоохранения, образования и пенсионной системы. В 1997 году он инициировал переговоры о вступлении Польши в Европейский Союз, а в 1999 году страна, правительство которой возглавлял Бузек, вошла в состав НАТО.
Правительство Бузека было вовлечено в коррупционные скандалы, в результате которых три министра, в том числе и будущий президент Польши Лех Качиньский, были уволены. Несмотря на это, Бузек занимал пост премьер-министра Польши дольше всех своих предшественников в современной истории страны — 4 года.
На парламентских выборах 2001 года блок «Избирательная Акция Солидарность» потерпел поражение и в Сейм не попал. После этого Бузек решил вернуться к научной деятельности. В 2002—2004 он занимал должность проректора Полонийной академии в Ченстохове  и основал её отделение — Полонийную школу дипломатии. Бузек был удостоен званий почётного доктора Вроцлавского технологического университета, университетов в Дортмунде (Dortmund University of Technology), Ипарте (Suleyman Demirel Universityin Isparta), Ополе и Силезии.

### В Европарламенте
В 2004 году Бузек вернулся в политику, став членом Европейского парламента от входящей в Европейскую народную партию польской партии «Гражданская платформа» Дональда Туска. Отмечалось, что Бузек, оставаясь беспартийным, получил на выборах самое большое количество голосов избирателей — 170 000 — из всех кандидатов, претендовавших на мандат Европарламента в Польше. В парламенте Евросоюза политик стал членом двух комитетов: по промышленности, исследованиям и энергетике и по окружающей среде, общественному здоровью и продовольственной безопасности, а в 2004 году политик стал также вице-президентом Европейского энергетического форума.
В качестве депутата Еже Бузек входил в состав многих делегаций Европарламента, в том числе работал в Комитете по парламентскому сотрудничеству Украины и ЕС, а также в составе делегации по связям со странами Юго-Восточной Азии и Ассоциацией государств Юго-Восточной Азии (ASEAN). В 2004 году он был наблюдателем на президентских выборах, проходивших на Украине, приветствовал «оранжевую революцию», а перед парламентскими выборами 2006 года призывал Евросоюз занять более активную позицию, поддержать «Блок Юлии Тимошенко» и прекратить заигрывание с «недемократичным» правительством России.
В начале 2009 года, собираясь принять участие в выборах на пост главы Европарламента, Бузек отказался от своего беспартийного статуса и вступил в партию «Гражданская платформа». В дальнейшем он стал членом бюро Европейской народной партии.
На выборах 2009 года Ежи Бузек вновь стал самым популярным членом Европарламента от Польши, получив почти 400 000 голосов. 14 июля 2009 года политик был избран председателем Европарламента, получив рекордное количество голосов — 555 из 736. На этом посту он сменил Ханса Пёттеринга и стал первым выходцем из бывшей страны «Восточного блока», занявшим должность главы законодательного органа Евросоюза. Сообщалось, что Ежи Бузек, по соглашению между правоцентристской группой EPP и социал-демократами, будет занимать свой пост два с половиной года — половину парламентского срока в пять лет, а затем его сменит германский социалист Мартин Шульц.
Ежи Бузек делал ряд заявлений относительно России и несовершенства её политической системы. Он выступал в защиту бывшего главы нефтяной компании «ЮКОС» Михаила Ходорковского. В 2007 году члены российской правительственной делегации на одном из международных форумов упрекнули организаторов встречи в том, что те, по выражению «Радио Свобода», «дали слово завзятому русофобу, польскому Жириновскому». Пресса писала и о том, что Бузек выступал последовательным критиком президента Белоруссии Александра Лукашенко.
Как и планировалось, Бузек оставил пост председателя Европарламента в январе 2012 года. На его место был избран Шульц.
Бузеку присвоен титул «Член Европарламента года» в категории научные исследования и технологии за 2006 год, который присуждается «Парламентским журналом» (Parliament Magazine). Он также был награжден премией «Белый уголь — 2006», а в 2007 году председатель Европарламента, немецкий христианский демократ Ханс Пёттеринг вручил Бузеку статуэтку голубя в память о 60-летнем юбилее принятия Всеобщей декларации прав человека. В 2008 году он был выбран польскими газетами «Wprost» и «Rzeczpospolita» лучшим польским членом Европарламента.

### Личная жизнь
Ежи Бузек происходит из древнего рода поляков-лютеран, что нетипично для Польши, где доминирует католицизм. Политик увлекается изучением истории своей семьи. По сведениям СМИ, он поддерживает традицию собираться широким кругом родственников, когда на общие семейные встречи приезжает более 80 человек.
Бузек женат, его супруга Людгарда — кандидат наук (PhD), химик. Их дочь Агата Бузек — актриса театра и кино.
Ежи Бузек занимается активной общественной деятельностью. В 1998 году по инициативе его жены супруги создали благотворительный фонд помощи семьям (польск. Fundacja na Rzecz Rodziny), страдающим от бедности. Также политик поддерживает проекты, способствующие сохранению памяти о жертвах нацистского террора.
У Бузека есть несколько спортивных увлечений, в числе которых упоминались каякинг, плавание на яхте, езда на лошадях, лыжи. Кроме того, он увлекается футболом. Политик владеет несколькими иностранными языками, в том числе русским, английским и немецким.

## Цитаты
10 июля 2009 года, за пять дней до избрания на должность председателя Европарламента, Ежи Бузек в интервью каналу «Евроньюс» так говорил о важных формах пропаганды:
«Я думаю, что мы должны обратить внимание на вопросы, которые близки нашим гражданам, потому что людям нужны хлеб и масло, их интересуют вещи, которые касаются их повседневной жизни. И высокие слова, сказанные о кризисе или об энергетике, не долетают до их ушей. Если говорить об обеспечении энергетической безопасности, мы должны говорить о том, что это означает, то есть — что в вашем доме всегда будет газ в вашей плите, что у вас всегда будет электричество в розетке. Это именно то, что мы должны делать. Мы можем принести новые технологии, новые вещи обществу, мы можем построить инфраструктуру, которая позволит быть уверенными в том, что газ будет поступать в ваши дома, на ваши кухни, а электричество сможет попасть к вам в гостиную. Если хотите, нужно переводить, потому что люди, которые находятся за рулём автомобилей, понимают, что им нужна энергия, им нужен бензин. А мы порой адресуем наши слова в стратосферу, где они теряются, в то время как нам нужно спустить их на землю».

## Награды
- Памятный знак за личный вклад в развитие трансатлантических отношений Литвы и по случаю приглашения Литовской Республики в НАТО (12 февраля 2003 года, Литва)[37].